# Sloboda vjeroispovjesti
Sloboda vjeroispovjesti ili sloboda vjere je jedna od temeljnih ljudskih prava, koje odlikuju sloboda izražavanja svojih svjetonazornih ili vjerskih uvjerenja pojedinca ili skupine ljudi. Uključuje i slobodu promicanja vjere i neometano izvođenje obreda.
U današnjem svijetu sloboda vjeroispovijesti uključuje i pravo na nediskriminaciju zbog pripadnosti nekoj vjeroispovijesti. To je posljedica novijih kretanja u pravima manjina - pa tako i vjerskih. Primjerice su Židovi u Europi stoljećima imali slobodu da prakticiraju svoju vjeru (mnoge su zemlje, ipak, zabranjivale naseljavanje Židova), ali nisu imali pristup zapošljavanju u državnoj službi, niti slobodu da se bave mnogim zanimanjima. Slično je bilo, te u velikoj mjeri jest i danas, u pogledu ne-muslimana u zemljama u kojima je Islam glavna religija. Također je takvo pravilo u komunističkim zemljama, gdje jedino ateisti imaju pristup poželjnijim zaposlenjima i općenito izglede za socijalni napredak.
Koncepcija vjerskih sloboda posjeduje pozitivan i negativan aspekt:
- Pod pozitivne aspekte slobode vjere spada sloboda pojedinca ili skupine ljudi pristupiti vjerskoj zajednici u bilo kojem obliku i sudjelovati obrednim djelima i proslavama ili drugim vjerskim praksama.

- Pod negativne aspekte slobode vjere spada sloboda pojedinca ili skupine ljudi napustiti vjersku zajednica u bilo koje vrijeme, kao i pravo na nesudjelovanje obrednim radnjama, proslavama i drugim vjerskim praksama. To uključuje i slobodu neotkrivanja svojih osobnih vjerskih ili filozofskih uvjerenja drugima .

Sloboda vjeroispovijesti priznata je u članku 18. Opće deklaracije o pravima čovjeka Ujedinjenih naroda. Ustavom Republike Hrvatske, čl. 40, zajamčena je sloboda savjesti i vjeroiposvijesti, a vjerske su zajednice jednake pred zakonom te odvojene od države.

## Vanjske poveznice
- Vlada RH / Ured za ljudska prava i prava nacionalnih manjina: Pravo pripadnika nacionalnih manjina na očitovanje svoje vjere te na osnivanje vjerskih zajednica zajedno s drugim pripadnicima te vjere